# Red Steel 2
Red Steel 2 es un videojuego de disparos en primera persona para la consola Wii desarrollado por Ubisoft, secuela de Red Steel. Su lanzamiento fue el 23 de marzo de 2010 en América del Norte y en Europa el 26 de marzo del mismo año.

## Desarrollo
El desarrollo de Red Steel 2 comenzó en el verano de 2008. El 28 de julio del mismo año; confirmaron la existencia del Red Steel 2 a través del director ejecutivo Ubisoft, Alain Corre. también confirman que será necesario usar el nuevo accesorio de Nintendo, Wii Motion Plus y será incluido en un paquete. En abril de 2009, el Red Steel 2 fue anunciado para no tener ningún modo de multijugador. Ubisoft se dirigió esto por declarando "... nuestro foco es en la creación de una experiencia de jugador fuerte, sola y la toma de la ventaja del Wii Motion Plus. La adicción del multijugador quitaría mérito a aquel foco. "Red Steel 2 muestra rasgos gráficos cel-shaded, en contraste con su precursor más realista. Ubisoft comentó que ellos probablemente no incluirán gore o el derramamiento de sangre en el juego, como ellos aspiran una posición de edad de "T"; los enemigos desaparecen en una nube de polvo cuando mueran. Los jugadores tendrán a su disposición tanto arma como un katana, entre el cual ellos pueden cambiar en cualquier momento.

## Argumento
El juego comienza en Caldera, con un héroe sin nombre, el último miembro del clan kusagari, siendo arrastrado en el desierto por una motocicleta. Después de que logra escapar, encuentra a su antiguo sensei, Jian. De él, nos enteramos que el héroe fue desterrado hace 5 años y que Payne, el líder de Los Chacales ha tomado control de la ciudad y ha robado la katana del héroe. Con la ayuda de Tamiko y el sheriff Judd, el héroe encuentra a Payne y lo mata después de que este le dice que trabaja para un hombre llamado Shinjiro. El héroe se enfrenta a Shinjiro y destroza su katana. Jian le dice al héroe que la katana de los Kusagari, también llamada Sora Katana tiene un gran e impredecible poder y que el secreto de su fabricación es únicamente conocido por los Kusagari, es por esto que Shinjiro ha asesinado a todo el clan a excepción del héroe. Mientras el héroe persige a Shinjiro en un tren este lo detona, causando que el héroe pase 3 días caminando por el desierto antes de encontrar un pueblo abandonado. De ahí, el héroe se dirige al cañón Rattlesnake, donde el hombre de negocios, Songan, traiciona al héroe, y sus aliados, Tamiko, Judd y Jian son capturados. Cuando el último Kusagari llega al Nido del Tigre, donde Shinjiro esta, tiene a Tamiko a punta de cañón y exige la Sora Katana. Cuando el héroe está a punto de dársela, los 2 se enfrascan en un duelo con pistolas donde le disparan a Tamiko. Entonces aparece Judd y le dice que termine esto. El héroe encuentra a Shinjiro, quien ahora tiene una nueva katana pero aun así logra derrotarlo. Shinjiro debilitado por la batalla le dice al héroe que otros clanes lucharan con el por la katana. El héroe lo apuñala y luego rompre la espada a la mitad. El juego termina con el héroe tirando la otra mitad de la katana y mirando el ocaso, mientras el cadáver de Shinjiro queda atrás.

## Personajes

### Héroes
- El héroe: Él es el protagonista del juego y en el cual nos trasformaremos para salvar Caldera y derrotar a los enemigos, su nombre no es revelado durante el juego, lo único que sabemos es que fue desterrado del clan Kusagari (y es por eso que se le es nombrado así durante el juego) hace 5 años, su maestro a sabiendas de que la extinción del clan estaba cerca le entregó la Sora Katana para que la mantuviera salvo. Es callado, poderoso, y un genio del combate con una espada que puede hacer cosas con lo que la mayoría solo podría soñar.
- Jian: Es un fabricante de katanas del clan Kusagari, aunque el no es un miembro real. Nacido en China, aunque emigró a América del Norte cuando era niño, y tomó un juramento de lealtad con los Kusagari. A lo largo del juego el nos instruirá en nuevas técnicas tanto de katana como de revólver.
- Judd: Caldera ha elegido el mismo Sheriff cuarenta y dos años seguidos. En su juventud, fue la persona armada más cruel de este lado del Misisipi, pero la edad y la responsabilidad lo han hecho madurar, y trabajando junto al clan Kusagari para mantener segura a Caldera le ha enseñado unas cuantas cosas sobre el honor. Mientras el sheriff Judd todavía respire, Caldera tiene un defensor. En su tienda podemos comprar armas y mejoras para las mismas.
- Tamiko: Inteligente y de una voluntad inquebrantable, tiene grandes conocimientos técnicos y es una hacker impresionate. Cuando los Chacales atacaron Caldera, ella rápidamente estableció puestos de comunicación para ayudar a las personas y a ti principalmente.
- Songan: Un verdadero hombre de negocios cuyo único interés real es el potencial de ganancias. Bueno, malo, correcto, inmoral - estos conceptos son irrelevantes para su objetivo principal. En su tienda, El As de Picas, podemos encontrar mejoras para nuestra armadura y otros premios.

### Villanos
- Chacales: Carroñeros del desierto, los chacales son una vasta pandilla de matones, ex convictos, asesinos y ladrones. Han acabado con todos los competidores que los han desafíado en los últimos treinta años, y han demostrado ser tan resistentes como las ratas del desierto al exterminio.
- Payne: Él es el líder de los Chacales, de mediana estatura y de un físico corpulento, Payne es un bulldog - rápido, cruel, y casi indestructible. Su rostro es una encrucijada de cicatrices y abrasiones, y él siempre está recolectando nuevas cicatrices.
- Los Katakara: Hay muchos clanes en el oeste, aunque ninguno tan notorio como los Katakara. Sus orígenes y su verdadero liderazgo son un secreto largamente guardado, y de hecho mucha gente debate la existencia del clan. Lo que se sabe de ellos no es alentador: reclutan samuráis y pistoleros desde cualquier lugar donde puedan encontrarlos. Rápidos y despiados, vencerlos será todo un reto.
- Ninjas: Son guerreros misteriosos que siguen las órdenes de un líder desconocido. Rápidos y letales, de todos los enemigos en Red Steel estos serán los más desafiantes.
- Okaji: Él es un despiadado y cruel psicópata con un registro de carnicería que le ha otorgado el título de "El más buscado" en cuatro gobiernos diferentes, además nunca ha sido fotografiado sin su casco y la máscara. En combate cuerpo a cuerpo, es quizás uno de los hombres más mortales con vida.
- Shinjiro: Es el antagonista principal del juego y la mente maestra tras la masacre de los Kusagari, su único objetivo es robar la Sora Katana para así producirlas en masa. Por medio de Jian nos enteramos que Shinjiro entrenó con los Kusagari cuando era joven y luego los traicionó.

## Armas

### Katana
Esta es una Sora katana, perteneciente al clan Kusagari. Está hecha con una aleación cuya fabricación es conocida únicamente por los Kusagari y que a lo largo del juego podemos reforzar. Esta es tu arma principal, aunque al principio solo podemos usar una katana normal, la Sora Katana la obtenemos en el enfrentamiento con Payne. Podemos acceder a otras 2 katanas seleccionando la opción "Extra" en el menú principal y luego seleccionando la opción "Códigos de reserva". Las katanas son: la Kuro No Zen, al introducir el código 360378 y la Hihonto Hana, intoduciendo el código 360152. Aunque sus estadísticas son las mismas lo único que cambia es el diseño.

### Revólver
La 357 LONGARM, esta es la primera arma que utilizas en el juego, es posible mejorar las municiones, la precisión y el tiempo de recarga por lo menos 2 veces. Su mejora final les permite a las balas rebotar en los pisos y paredes. También es posible acceder a otro revólver llamado la "Barracuda" introduciendo el código 3582880 en los "códigos de reserva". La única diferencia entre la Barracuda y la LONGARM es que la barracuda no cambia su diseño cuando se le mejora.

### Escopeta de mano
La modelo Tarato TWIN-BARREL 44, esta arma la podemos comprar con Judd, es bastante poderosa aunque con una carga limitada a 2 balas, también es posible mejorar el tiempo de recarga y la potencia 2 veces. Su mejora final le permite destruir la armadura de los enemigos.

### Metralleta
La JOHNNYGUN KH-570, esta arma fue diseñada para tiempos de guerra, pero es bastante popular en los enemigos de Red Steel. Podemos conseguir esta arma al comprarla con Judd. Es posible mejorar su potencia, precisión y la cantidad de municiones por cartucho 2 veces. Su mejora final le permite atravesar a los enemigos aunque esto no funcionara si llevan armaduras.

### Escopeta de 2 cañones
La SIDEWINTER modelo 42-SD, esta arma fue diseñada originalmente para cazar pero aquí le daremos un mejor uso. El arma más poderosa de las 4 a las que tenemos acceso y por ende es la más costosa, tiene carga de 8 balas. Es posible mejorar la potencia, tiempo de recarga y la precisión 2 veces. Su mejora final le permite a las balas explotar al contacto.

## Recepción
Red Steel 2 actualmente tiene una puntuación de 82% en Metacritic basado en 46 críticas, sugiriendo críticas favorables. IGN premió a Red Steel 2 con una puntuación de 8.6/10, además de un editor's choice award, elogiando el "asombroso estilo y la enérgica jugabilidad" y definiéndolo como "uno de los mejores títulos para Wii". Official Nintendo Magazine le dio un porcentaje de 86% resaltando el control MotionPlus, efectos visuales y el audio, pero criticando el diseño de las misiones, a las que calificó de "promedio". Eurogamer le dio al juego una puntuación de 7/10, elogiando la "emocionante escenografía" pero llamando al personaje del juego "fallido, ciertamente, pero totalmente honorable con eso". 1up.com estuvieron considerablemente menos impresionados, dándole al juego una C+, declarándolo "ocasionalmente emocionante" y "en su mayoría poco notable". Gametrailers.com le dio una crítica favorable de 8.6 sobre 10. GamesRader le dio al título una puntuación de 9 sobre 10, resaltando el "maravilloso e intuitivo combate". Gameradar notó que Red Steel 2 fue dramáticamente superior a su predecesor, diciendo que "no hay comparación entre los 2".